# Hypnodancer
Hypnodancer è un singolo del gruppo musicale russo Little Big, pubblicato l'8 maggio 2020.

## Video musicale
Il video è stato reso disponibile l'8 maggio 2020 tramite il canale YouTube del gruppo. Il video, rappresenta Ilich e compagni dedicarsi in rapine nei casinò, tramite una danza, chiamata hypnodance. Le riprese sono state effettuate a San Pietroburgo, prima della pandemia di COVID-19.

## Tracce
Testi di Ilj'a Prusikin e Danny Zuckerman, musiche di Ilj'a Prusikin, Ljubim Chomčuk e Viktor Sibrinin.
Download digitale, streaming
1. Hypnodancer – 3:07

Download digitale, streaming – Slowed Down
1. Hypnodancer (Slowed Down) – 3:51

## Classifiche
| Classifica (2020) | Posizione massima |
| ----------------- | ----------------- |
| Russia            | 53                |